# Hylodendron
Hylodendron là một chi thực vật có hoa trong họ Đậu.